# Assembleia Nacional dos Camarões
A Assembleia Nacional  (em francês:  Assemblée Nationale) é a câmara baixa do Parlamento dos Camarões. Tem 180 membros, eleitos para termos de cinco anos em 49 assentos únicos e multi-assentos de distrito eleitoral.
Apesar das eleições multipartidárias terem sido realizadas desde 1992, o Partido Democrático Popular dos Camarões (RDPC), o partido no poder desde a independência, sempre manteve o controle da Assembléia Nacional. O sistema político camaronês investe o poder esmagador nas mãos do Presidente da República, Paul Biya, e o RDPC existe essencialmente para suportar Biya e suas políticas. Como resultado, durante a maior parte da história de Camarões desde a independência, a Assembleia Nacional fez pouco mais do que aprovar as políticas do presidente.
De 1992 a 1997, o RDPC baseou-se em alianças com dois partidos menores para garantir uma maioria parlamentar. Este foi o único período desde a independência que viu qualquer oposição significativa às decisões presidenciais. Começando em 1997, o RDPC ganhou uma maioria absoluta em cada eleição; Suas maiorias têm melhorado consistentemente à medida que a oposição se enfraqueceu. Antes de 2013 e a criação do Senado, a Assembléia Nacional era uma câmara unicameral.

## Mudanças constitucionais de 2008
Em 10 de abril de 2008, a Assembléia Nacional votou por esmagadora maioria um projeto de lei para mudar a Constituição dos Camarões para conceder ao Presidente da República imunidade de acusação por atos oficiais e permitir-lhe concorrer por um número ilimitado de mandatos de sete anos (anteriormente limitado a dois mandatos), juntamente com uma série de outras alterações. As mudanças ocorreram após uma retirada da Assembléia Nacional pelos representantes da SDF da oposição e apenas um mês depois da violência generalizada que resultou em dezenas de mortes e centenas de prisões protestando contra os aumentos de preços e as mudanças constitucionais propostas. Cinco deputados votaram contra o projeto de lei. Legisladores da oposição e pelo menos um deputado do RDPC no poder, Paul Abine Ayah, criticou o projeto como um retrocesso para a democracia eo país em geral.